# Henryk T. Czarnecki
Henryk Tadeusz Czarnecki (ur. 6 kwietnia 1936 w Warszawie) – polski reżyser, scenarzysta i aktor filmowy.

## Filmografia

### Reżyseria
- Uśmiech a la Tyrmand (1957)
- 500 zł miesięcznie (1957)
- Kultura polityczna Polaków (1971)
- A jeśli będzie jesień (1976)
- O nim (1977)
- Lekcja pierwsza (1979)

### II reżyser
- Hubal (1973)
- Moja wojna, moja miłość (1975)

### Asystent reżysera
- Krzyżacy (1960) – nie występuje w napisach czołowych[1].

### Współpraca reżyserska
- Rachunek sumienia (1964)
- Bumerang (1966)
- Książę sezonu (1970)
- Egzamin (1971)
- Ballada o ścinaniu drzewa (1972)

### Współpraca
- Wśród przyjaciół (1985)

### Scenariusz
- 500 zł miesięcznie (1957)
- Jan Promiński (1977)

### Obsada
- Murmurando (1981) – literat Stanisław Tadeusz Jezierski

### Materiały zdjęciowe
- Jan Promiński (1977)

### Scenopis i dialogi
- A jeśli będzie jesień (1976)

## Praca w teatrze

### Asystent reżysera
- Teatr Powszechny Warszawa, spektakl „Hamlet” (Warszawa 1959)[2].
- Teatr Powszechny Warszawa, spektakl „Pod mlecznym dachem” (Warszawa 1959)[3].
- Teatr Powszechny Warszawa, spektakl „Król w kraju rozkoszy” (Warszawa 1959)[4].

### Reżyser teatralny
- Teatr im. Stefana Jaracza Olsztyn-Elbląg, spektakl „Życie współczesne” (Olsztyn 1966), adaptacja, reżyseria, scenografia[5].
- Teatr im. Stefana Jaracza Olsztyn-Elbląg, spektakl „Moniza Clavier” (Olsztyn 1968)[3].
- Teatr im. Teatr im. Wojciecha Bogusławskiego Kalisz, spektakl „Sie kochamy” (Kalisz 1968)[3].
- Teatr Ziemi Mazowieckiej, spektakl „Chleb, krew, pieśń” (Warszawa 1969)[6].
- Teatry Dramatyczne (Teatr Polski), spektakl „Jadzia wdowa” (Szczecin 1970)[7].
- Teatr Ziemi Łódzkiej w Łodzi, spektakl „Wódko, wódeczko” (Łódź, 1972)[8].
- Teatr Polski w Bydgoszczy, spektakl „Motyle są wolne” (Bydgoszcz, 1982)[9].
- Teatr Polski w Bydgoszczy, spektakl „Kobieta bez skazy” (Bydgoszcz, 1982)[10].
- Teatr im. Aleksandra Fredry, spektakl „Chrobre pieśni” (Gniezno, 1985)[11].
- Teatr im. Aleksandra Fredry, spektakl „Kondukt” (Gniezno, 1985)[12].
- Teatr Zagłębia Sosnowiec, spektakl „Dama kameliowa „ (Sosnowiec, 1986)[13].

### Scenariusz
- Stary Teatr im. Heleny Modrzejewskiej Kraków, spektakl „...Państwo Ulianoff przybyli do Krakowa...” (Kraków, 1977)[14].

### Inscenizacja
- Teatr Ziemi Mazowieckiej, spektakl „Chleb, krew, pieśń” (Warszawa 1969)[6].
- Teatr im. Aleksandra Fredry, spektakl „Chrobre pieśni” (Gniezno, 1985)[11].

## Życie prywatne
Jest synem Henryka Karola Czarneckiego i Bronisławy Czarneckiej de domo Foltman oraz ojcem Ryszarda Czarneckiego i Karoliny Henryki Czarneckiej (naukowiec). Był żonaty z profesor Marią Bielińską-Czarnecką, Elżbietą Łyczywek-Czarnecką i Elżbietą Kraszewską-Czarnecką.